# Невеста Трайермейна
«Невеста Трайермейна» или «Трирменская свадьба» (англ. The Bridal of Triermain) — поэма британского писателя Вальтера Скотта, опубликованная в 1813 году без указания имени автора.

## Сюжет
Действие поэмы происходит в средневековой Англии, в графстве Камберленд. Храбрый рыцарь сэр Роланд де Во из Трайермейна видит прекрасную девушку и влюбляется в неё. Он узнаёт, что это внебрачная дочь короля Артура, обречённая Мерлином 500 лет назад на заколдованный сон в волшебном замке. Преодолев множество опасностей и искушений, сэр Роланд возвращает её к жизни.

## Создание и оценки
В 1809 году Вальтер Скотт написал для «Эдинбургского ежегодного обозрения» короткую пародию на собственные произведения под названием «Видение Трайермейна». Осенью 1812 года он расширил этот текст до трёх песней, чтобы опубликовать его анонимно и оценить реакцию критиков. «Невеста Трайермейна» увидела свет в марте 1813 года; на тот момент Скотт был автором четырёх поэм-бестселлеров, сделавших его знаменитым («Дева озера», «Мармион», «Песнь последнего менестреля» и «Рокби»).
Почти все рецензенты восприняли поэму очень доброжелательно, только один критик назвал её плохим подражанием поэмам Скотта. В 1817 году Скотт опубликовал поэму «Гарольд Неустрашимый» за подписью «автор „Невесты Трайермейна“».